# HE 0450-2958
HE 0450-2958 est un quasar inhabituel car il semble ne pas accueillir de galaxie. Il est situé à environ un milliard de parsecs de la Terre dans la constellation du Burin.

## Découverte
Il a été découvert en 2005 par une équipe de l'université de Liège. En travaillant à partir des données du télescope spatial Hubble et des télescopes terrestres du VLT, l’équipe de chercheurs dirigée par Pierre Magain de l'Université de Liège a identifié le quasar HE0450-2958.

## Caractéristiques
Contrairement aux autres quasars, HE0450-2958 n’abrite pas de galaxie avec en son centre un trou noir massif à l’origine du quasar. Plusieurs hypothèses ont été émises, trou noir construisant sa galaxie, collision éjectant le trou noir, galaxie composée de matière noire…
Les images montrent bien une galaxie proche du quasar bombardée par ses rayonnements provoquant ainsi de nombreuses naissances d’étoiles ainsi qu’un blob composé de gaz ionisé mais pas de galaxie hôte du quasar.